# Ocean Pines
Ocean Pines – jednostka osadnicza w Stanach Zjednoczonych, w stanie Maryland, w hrabstwie Worcester.